# 37ª Brigata fucilieri motorizzata delle guardie "Budapest-Cosacchi del Don-E. A. Ščadenko"
La 37ª Brigata autonoma fucilieri motorizzata delle guardie "Budapest-Cosacchi del Don-E. A. Ščadenko" (in russo 37-я отдельная гвардейская мотострелковая Будапештская Донская казачья бригада имени Е. А. Щаденко?, 37-ja otdel'naja gvardejskaja motostrelkovaja Budapeštskaja Donskaja kazač'ja brigada imeni E. A. Ščadenko, unità militare 69647) è un'unità di fanteria meccanizzata delle Forze terrestri russe, subordinata alla 36ª Armata combinata delle guardie del Distretto militare orientale e con base a Kjachta.

## Storia

### Unione Sovietica
Le origini della brigata risalgono al 5º Corpo di cavalleria delle guardie "Cosacchi del Don", costituito il 19 novembre 1942 a partire dall'11ª e 12ª Divisione di cavalleria delle guardie e dalla 63ª Divisione di cavalleria, unità che avevano già combattuto nella battaglia del Caucaso durante i mesi precedenti. Il corpo venne schierato in battaglia per la prima volta all'inizio di dicembre nei pressi di Mozdok, combattendo nei ranghi del Fronte del Caucaso settentrionale fino a maggio 1943. Fra settembre e novembre prese parte allo sfondamento della linea fortificata tedesca lungo il fiume Mius, conquistando Volnovacha, Huljajpole, Melitopol' e Kachovka. Nel gennaio 1944 fu trasferito alle dipendenze del 2º Fronte ucraino, con il quale partecipò alla battaglia di Korsun'. Per il coraggio dimostrato durante i combattimenti presso Zvenyhorodka, il 13 febbraio venne insignito dell'Ordine della Bandiera Rossa. Fra marzo e aprile prese parte all'offensiva Uman'-Botoșani. Durante la successiva offensiva Iași-Kišinëv il corpo formò un gruppo meccanizzato di cavalleria insieme al 23º Corpo corazzato, con il quale avanzò sul fianco destro del fronte assicurando il successo del gruppo d'assalto. Riassegnato al 3º Fronte ucraino, a partire da ottobre venne impiegato durante la battaglia di Debrecen. In seguito combatté nell'assedio di Budapest, contribuendo alla distruzione delle forze dell'Asse accerchiate e ottenendo per questo il titolo onorifico di "Budapest" il 5 aprile 1945. Il corpo compì le sue ultime azioni durante l'offensiva di Vienna, terminando quindi la seconda guerra mondiale in territorio austriaco.
Alla fine del 1945 il corpo venne ritirato dal Gruppo di Forze del Sud, inizialmente a Ploiești e successivamente a Novočerkassk, dove nel maggio 1946 fu riorganizzato nella 5ª Divisione di cavalleria delle guardie. Il 6 settembre 1951 l'unità venne intitolata a Efim Ščadenko, colonnello generale e comandante di cavalleria dell'Armata Rossa. Il 18 novembre 1954 la divisione venne nuovamente riorganizzata, diventando la 18ª Divisione corazzata pesante delle guardie. Il 5 marzo 1962 l'unità venne convertita a una divisione corazzata regolare. Fra l'1 e il 2 giugno 1962 venne coinvolta nel massacro di Novočerkassk, la soppressione di una protesta causata dalla scarsità di cibo. L'11 gennaio 1965 fu ribattezzata 5ª Divisione corazzata delle guardie e trasferita presso l'attuale sede di Kjachta. Il 22 febbraio 1968 venne insignita dell'Ordine della Stella Rossa.

### Federazione Russa
Ereditata dalla Russia in seguito alla dissoluzione dell'Unione Sovietica, il 1º giugno 2009 la divisione è stata riorganizzata nella 37ª Brigata fucilieri motorizzata delle guardie.
Elementi della brigata sono stati schierati in territorio ucraino durante la guerra del Donbass, combattendo nella battaglia di Debal'ceve nel febbraio 2015. In seguito ha operato anche presso Horlivka e Jenakijeve. Nel corso degli anni 2010 nella brigata si è registrato un gran numero di incidenti e morti, fra cui una recluta travolta da un camion Kamaz durante un'esercitazione, due pestaggi da parte di superiori, suicidi e sparatorie accidentali. I coscritti, perlopiù locali originari della Buriazia, si sono più volte lamentati riguardo alle estorsioni precedenti la smobilitazione e alla mancanza di vestiti e cure mediche adeguate.
A partire dal 24 febbraio 2022 la brigata è stata impiegata nell'invasione russa dell'Ucraina, prendendo parte all'offensiva su Kiev con due gruppi tattici di battaglione. A marzo il comandante della brigata, colonnello Jurij Medvedev, è stato evacuato dopo essere stato investito dalle sue stesse truppe a causa delle lamentele dovute al tasso di perdite pari al 50% subito durante la battaglia di Makariv. Medvedev è successivamente morto in ospedale in Bielorussia per le ferite riportate. Durante questi scontri ha perso la vita anche Bato Basanov, artigliere della prima compagnia del battaglione corazzato della brigata e campione del mondo di tank biathlon che si era esibito davanti a Šojgu e Gerasimov nel 2021. Elementi della brigata sono stati accusati di aver commesso crimini di guerra durante l'occupazione del villaggio di Motyžyn, vicino Buča.
Dopo il fallimento dell'offensiva e il conseguente ritiro delle forze russe dall'Ucraina settentrionale, alla fine di aprile la brigata è stata trasferita in Donbass. Qui ha preso parte ai combattimenti nell'area di Izjum fra maggio e giugno. A settembre è stata investita dalla controffensiva ucraina nella regione di Charkiv, venendo costretta a ritirarsi a est del fiume Oskol. Il 2 ottobre 2022 un attacco missilistico ucraino ha ucciso il capo dell'artiglieria della brigata, tenente colonnello Rustem Gataullin. Il 27 dicembre successivo, un altro un attacco missilistico ha ucciso il comandante e il vice comandante della brigata, colonnello Marat Gadžibalaev e tenente colonnello Aleksandr Iščenko, insieme ad altri 10 alti ufficiali di diverse unità. All'inizio del 2023 è stata schierata nel settore di Vuhledar. In seguito all'inizio della controffensiva ucraina dell'estate 2023 la brigata è stata impiegata nelle battaglie lungo l'asse di Velyka Novosilka. Ad agosto ha preso parte alla strenua difesa del villaggio di Urožajne a supporto della 60ª e della 136ª Brigata fucilieri motorizzata, dovendo abbandonarlo a causa delle perdite subite per mano dei marines ucraini. Nei mesi successivi, con l'arresto della spinta ucraina, la brigata è rimasta schierata nell'area di Kermenčyk. A marzo 2024, insieme alla 5ª Brigata corazzata e supportata da elementi della 60ª Brigata e della 127ª Divisione fucilieri motorizzata, ha attaccato le posizioni ucraine in direzione di Staromajors'ke. Nell'estate del 2024 è stata rinforzata con il 1461º Reggimento fucilieri motorizzato (unità militare 95478), formato nell'oblast' dell'Amur con personale mobilitato ed immediatamente impiegato in combattimento in direzione di Urožajne. All'inizio di settembre, insieme alla 5ª Brigata corazzata e alla 40ª Brigata fanteria di marina, ha lanciato un importante attacco nel settore di Vuhledar, riuscendo a conquistare il villaggio di Prečystivka difeso dalla 58ª Brigata motorizzata ucraina. Il 1º ottobre elementi della brigata hanno raggiunto e occupato la parte occidentale della città, difesa soltanto dalla retroguardia della 72ª Brigata meccanizzata ucraina.

## Struttura
- Comando di brigata[32]
- 1º Battaglione fucilieri motorizzato
- 2º Battaglione fucilieri motorizzato
- 3º Battaglione fucilieri motorizzato
- Battaglione corazzato (T-72B3)
- Gruppo artiglieria
  - Batteria controllo e ricognizione di artiglieria
  - 1º Battaglione artiglieria semovente (2S3 Akatsiya)
  - 2º Battaglione artiglieria semovente (2S3 Akatsiya)
  - Battaglione artiglieria lanciarazzi (9K51M Tornado-G)
  - Battaglione artiglieria controcarri (MT-12 Rapira)
- Gruppo difesa aerea
  - Plotone controllo e ricognizione radar
  - Battaglione missilistico contraereo delle guardie (Osa-AKM)
  - Battaglione artiglieria missilistica contraerei (9K35 Strela-10 e ZSU-23-4 Shilka)
- Battaglione genio
- Battaglione ricognizione
- Battaglione comunicazioni
- Battaglione manutenzione
- Battaglione logistico
- Compagnia comando
- Compagnia guerra elettronica
- Compagnia UAV
- Compagnia difesa NBC
- Compagnia cecchini
- Compagnia medica

## Comandanti

### Unione Sovietica
- Tenente generale Aleksej Selivanov (novembre 1942 - maggio 1944)
- Tenente generale Sergej Gorškov (maggio 1944 - marzo 1946)

### Federazione Russa
- Maggior generale Petro Panteleev (novembre 2002 - giugno 2004)
- Maggior generale Andrej Gurulëv (marzo 2006 - giugno 2008)[33]
- Colonnello Vladimir Bližinskij (giugno 2008 - agosto 2009)
- Colonnello Valerij Žila (agosto 2009 - 2011)
- Colonnello Valerij Asapov (2011 - 2013)[34]
- Colonnello Jurij Medvedev (20??- marzo 2022) †[10]
- Colonnello Marat Gadžibalaev (marzo 2022 - dicembre 2022) †[18]